# Marsangap
Marsangap is een bestuurslaag in het regentschap Toba Samosir van de provincie Noord-Sumatra, Indonesië. Marsangap telt 865 inwoners (volkstelling 2010).